# Tresor de Karun

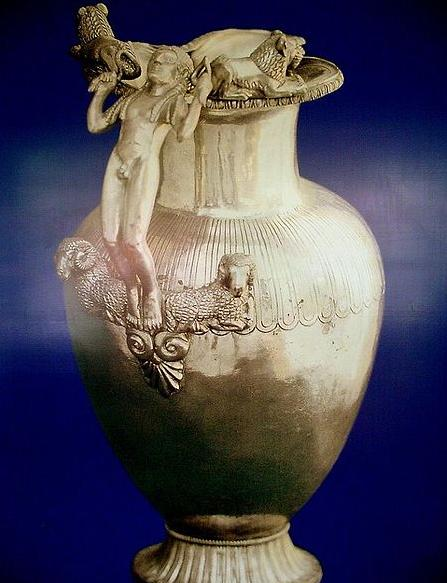
Gerra del tresor lidi trobat prop d'Oşak

El tresor de Karun, tresor lidi o tresor de Cressus són els noms pels quals es coneix una col·lecció de 363 objectes, bona part d'ells d'or i argent, procedents de Lídia, datats del s. VII ae, que foren il·legalment excavats el 1965 al túmul funerari de l'edat del ferro de Toptepe, al costat del riu Gediz, a la província d'Oşak, a l'oest de Turquia.
Entre 1987 i 1993 el tresor fou objecte d'una batalla legal entre el govern turc i el Museu Metropolità d'Art de Nova York, després d'exposar-lo el museu novaiorquès el 1980 i reconèixer més tard que la seua compra procedia d'un robatori i exportació il·legals. El 1993 el tresor fou repatriat i, després de dos anys d'exhibició al Museu d'Ankara, fou cedit i exposat al Museu Arqueològic d'Usak.
Diversos objectes són contemporanis del rei lidi Cressus (560-546 ae), molt famós a Grècia i Pròxim Orient per la seua riquesa i generositat cap als grecs, esmentat per això en llibres com l'Èxode bíblic o l'Alcorà, i recordat per autors clàssics com Heròdot, Píndar, Estrabó i Dió Crisòstom; fins i tot entre les llegendes perses n'hi ha una que parla d'un Tresor Qârun. Però en realitat, pel seu contingut, el tresor degué pertànyer a una dona d'alt rang.
Al maig d'any 2006, després de rebre's una denúncia anònima, es comprovà que una de les millors peces, un hipocamp d'or[1], havia estat substituït l'any anterior per una rèplica, i que "el canvi no es podia haver efectuat sense el coneixement de les autoritats del museu".
Al novembre de 2012, les autoritats culturals turques recuperaren l'hipocamp original, robat per tant dues vegades, i que, després de ser venut de nou, es trobava a Alemanya. Per la seua petitesa, "el Museu Arqueològic d'Usak només és capaç de mostrar 2.000 dels seus 41.600 objectes històrics". Un museu més gran, previst per obrir-se al 2013, havia d'albergar, íntegrament, les 450 peces de la col·lecció de Lídia".